# Ambrosiano O 39 sup.

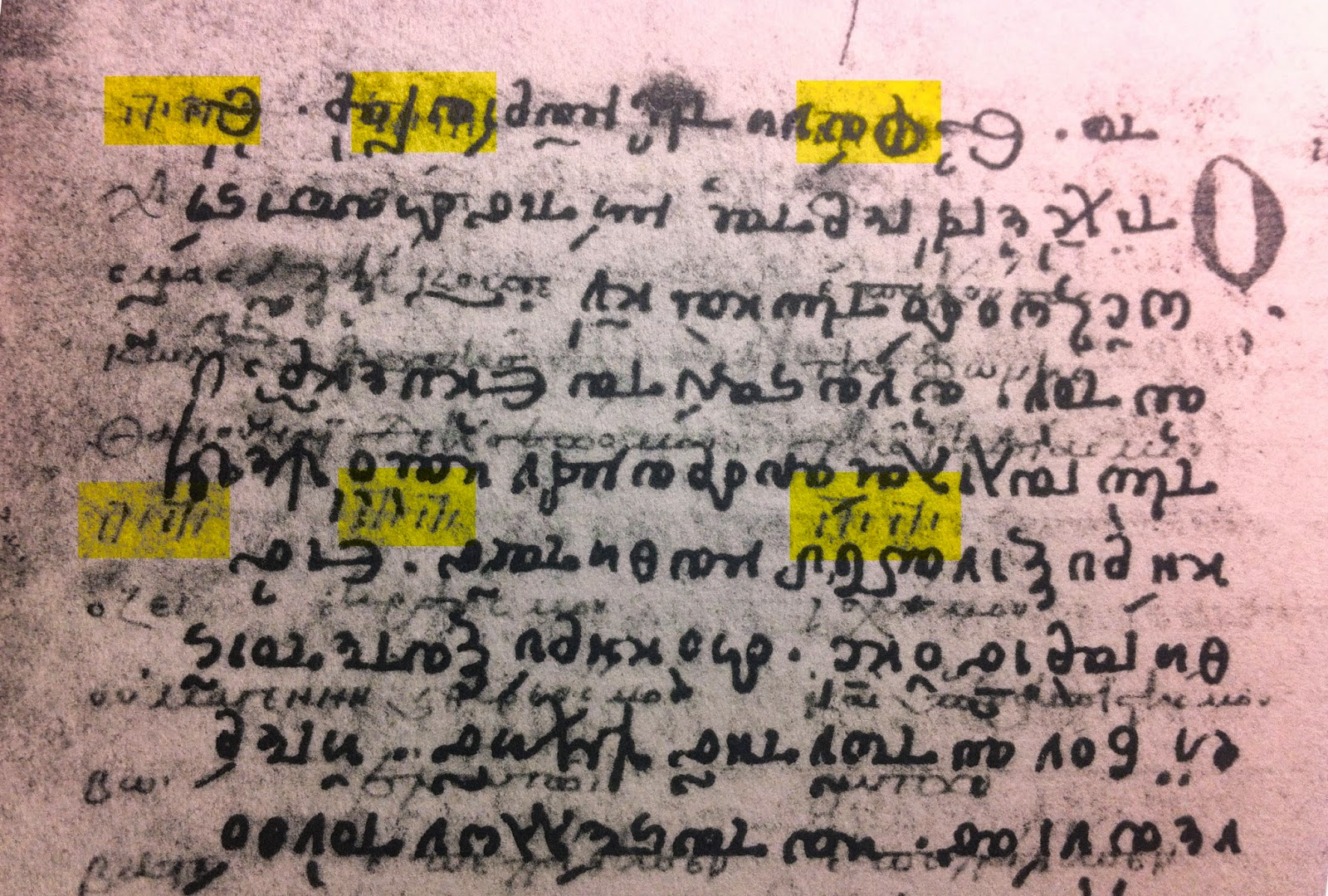
Presencia del nombre YHWH en el manuscrito Ambrosiano O39 sup.

El mss. Ambrosiano O 39 sup. – es un manuscrito de la Hexapla de Orígenes fechado a finales del siglo IX d. C. escrito en forma de códice. Este manuscrito es un palimpsesto. El manuscrito está designado con el número 1098 en la lista de manuscritos de la Septuaginta según la clasificación de Alfred Rahlfs.

## Descripción
El códice está escrito en cinco columnas por página, a diferencia de otras partes de la Hexapla no contiene una columna escrita en idioma hebreo. La primera columna tiene una transliteración secuencial del texto hebreo al griego, en la segunda probablemente la traducción de Aquila, la tercera la versión de Símaco, la cuarta contiene un texto de la Septuaginta y la quinta columna contiene la versión griega de Quinta.
El texto contiene el tetragrámaton en los siguientes escrito en caracteres hebreos cuadrados en las cinco columnas en los siguientes lugares: Sal 18:30, 31, 41, 46; 28:6,7,8; 29:1 (x2), 2 (x2), 3 (x2); 30:1, 2, 4, 7, 8, 10, 10, 12; 31:1, 5, 6, 9, 21, 23 (x2), 24; 32:10, 11; 35:1, 22, 24, 27; 36:5; 46:7, 8, 11; 89:49 (en las columnas 1, 2 y 4), Sal 89:51, 52. Este es el último manuscrito conocido que contiene el texto de la Septuaginta con el nombre de Dios.

## Historia
Se publicó una facsimilar y transcripción del texto en 1958 por Giovanni Mercatiego en una publicación bajo el título: Psalterii Hexapli Reliquiae... Pars prima. Codex Rescriptus Bybliothecae Ambrosianae O 39 sup. Phototypice Expressus et Transcriptus.

## Ubicación actual
Actualmente el manuscrito se guarda en la Biblioteca Ambrosiana ubicada en Milán como (O. 39 sup.).